# Гнилуша (заповідне урочище)
Гнилу́ша — заповідне урочище, розташоване неподалік від села Малі Будища Гадяцького району Полтавської області. Було створене відповідно до постанови Полтавської облради № 74 від 17 квітня 1992 року.

## Загальні відомості
Землекористувачем є ДП «Гадяцький лісгосп», Вельбівське лісництво, квартали 144, 145, площа — 105 гектарів. Розташоване на захід від села Малі Будища Гадяцького району.
Урочище створене з метою збереження на правому березі річки Псел дубово-соснових насаджень із багатою флорою та фауною. Осередок збереження рідкісних видів рослин (6) і тварин (12).